# Tethya uljinensis
Tethya uljinensis är en svampdjursart som beskrevs av Phyau Soon Shim och Thomas Robertson Sim 2008. Tethya uljinensis ingår i släktet Tethya och familjen Tethyidae. Inga underarter finns listade i Catalogue of Life.